# Elektrolízis
Az elektrolízis az elektromos áram hatására végbemenő elektrokémiai folyamat. 
Az egyenáram hatására redoxireakciók mennek végbe, tehát elektromos energia alakul át kémiai energiává.
Az elektrolízis során végbemenő reakciók energiaigényes folyamatok, melyek önként nem mennek végbe.

## Az elektrolizáló cella
Az elektrolizáló cella egy elektrolit oldatból vagy olvadékból, és két elektródból (anód és katód) áll, melyekre a megfelelő galvánelem elektromotoros erejénél nagyobb feszültségű egyenáramot kapcsolnak.
Ha az elektrolitoldatba vagy olvadékba két elektródot helyezünk, majd egyenáramot kötünk rá, az ionok az elektromos erőtér hatására az elektródok felé áramlanak:
- a pozitív ionok vagy kationok az elektronhiánnyal rendelkező, negatív töltésű katód felé vándorolnak, és ott egy vagy több elektront vesznek fel (redukálódnak).
- a negatív ionok vagy anionok az elektronfelesleggel rendelkező, pozitív töltésű anód felé vándorolnak, és ott egy vagy több elektront adnak le (oxidálódnak).
A fémionok például fématomok formájában leválnak a katódon, a többi ionfajta másodlagos kémiai reakcióba léphet az elektrolit vagy az elektród anyagával.
Ha szabad atomok keletkeznek (H, Cl stb.) azok vagy molekulákká egyesülnek, vagy reakcióba lépnek az elektródtérben levő anyagfajtákkal.
A fémek és a hidrogén mindig a katódon, az oxigén vagy a savmaradék az anódon válik ki.
Például HCl oldatban, grafitelektródok segítségével végbemenő elektrolízis során a következő folyamatok játszódnak le:
- a katódon:  K(-):  2 H+ + 2e− → H2 (redukció)
- az anódon:  A(+):  2 Cl− → Cl2 + 2e− (oxidáció)
A víz elektrolízise során a katódon mindig hidrogén, az anódon pedig oxigén keletkezik, 2:1 térfogatarányban.

## Törvényei
Az elektrolízissel Faraday kísérletezett. Az egyik kísérletében sorba kötött három elektrolitot, mindegyik különböző koncentrációjú és hőmérsékletű volt. A kísérlet végén azt figyelte meg, hogy az elektródokon lerakódott anyagmennyiség mindegyiknél ugyanannyi volt. Ebből azt a következtetést vonta le, hogy az elektrolízis sebessége nem függ az elektrolit koncentrációjától vagy hőmérsékletétől. Ez az elektrolízis első törvénye. Egy másik kísérletében azt vizsgálta, mi történik akkor, ha különböző áramerősségekre, s mindig t ideig végzi az elektrolízist. Empirikus vizsgálataiból arra következtetett, hogy a lerakódott anyagmennyiség, m ~ I vel. Utána állandó áramerősségen, különböző ideig végezte a kísérleteket, és arra következtetett, hogy m ~ t. Matematikailag úgy foglalható össze ez a két következtetés, ha azt írjuk, hogy m = K I t, ahol K az anyagra jellemző elektrokémiai egyenérték. Faraday törvényével is lehet számolni: {\displaystyle n={\frac {It}{zF}}} ahol n a mólok száma, I az áramerősség, z az ion töltése, F pedig a Faraday-állandó.

## Lásd még
- Galvanizálás